# دانشگاه کارلستاد

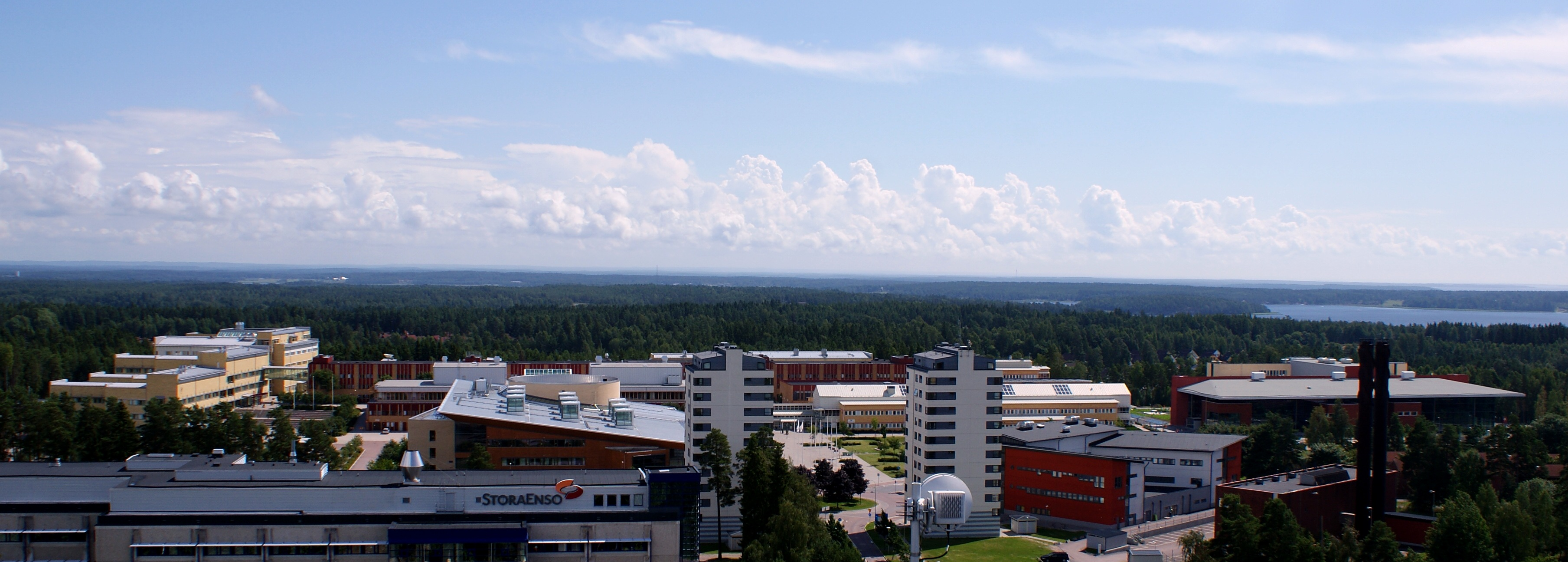
دانشگاه کارلستاد

دانشگاه کارلستاد (به انگلیسی Karlstad University) یا به تلفظ سوئدی دانشگاه کارلسته (به سوئدی Karlstads universitet)، یک دانشگاه دولتی در کارلستاد در کشور سوئد است. این دانشگاه در آغاز به عنوان پردیس کارلستاد در دانشگاه گوتنبرگ در سال ۱۹۶۷ تاسیس شد. این پردیس در سال ۱۹۷۷  به یک کالج دانشگاهی مستقل تبدیل شد. دانشگاه کارلستاد در سال ۱۹۹۹ توسط دولت سوئد به عنوان یک دانشگاه مستقل به رسمیت شناخته شد. این دانشگاه حدود ۴۰ برنامه آموزشی، ۳۰ برنامه افزودنی و ۹۰۰ دوره علمی در زمینه علوم انسانی، مطالعات اجتماعی، علوم ، فناوری، تدریس، مراقبت‌های بهداشتی و هنر دارد. این دانشگاه امروزه در حدود ۱۶۰۰۰ دانشجو و ۱۲۰۰ کارمند دارد. انتشارات دانشگاهی این دانشگاه، انتشارات دانشگاه کارلستاد نام دارد. رئیس فعلی یوهان استرت است.

## لینک های خارجی
- وب سایت دانشگاه کارلستاد